# 島尾ミホ
島尾 ミホ（しまお ミホ、1919年（大正8年）10月24日 - 2007年3月25日）は、日本の小説家。
奄美群島に属する加計呂麻島出身。太平洋戦争中、加計呂麻島に駐屯していた第十八震洋特攻隊隊長の島尾敏雄と出会い、戦後に結婚した。敏雄の代表作『死の棘』に登場する「妻」のモデルとなった。自身の小説では、『海辺の生と死』で第15回田村俊子賞（1975年度）を受賞したほか、『祭り裏』、短編「その夜」など、故郷に題材を取った作品が多い。
島尾敏雄との間には2子がおり、長男は写真家の島尾伸三で、その娘（ミホの孫）は漫画家のしまおまほである。

## 略歴・人物

### 生い立ち
ミホは1919年（大正8年）10月24日に、長田實之（おさだ さねゆき）・マス夫妻の長女として、警察官だった父の任地、鹿児島県鹿児島市で生まれた。長田夫妻はどちらも奄美出身で、實之はユカリッチュ（琉球時代に奄美へ派遣された支配者階級）・ノロの家系に生まれていたほか、マスの家系からは勝手世運動の中心となった丸田南里や西郷隆盛の妻・愛加那が出ていた。また、マスは熱心なカトリック信者の家系で、ミホも生後1週間で幼児洗礼を受けている。ミホは生後1か月で母マスに連れられて奄美大島に渡ったが、マスはすぐに病死し、1歳上の兄と共に、龍郷町瀬留で叔母（マスの妹）に育てられた。
ミホは満2歳で、加計呂麻島・押角（おしかく）の大平文一郎・吉鶴夫妻の養女となった。養母・吉鶴（きちづる）は実父・實之の姉で、夫妻の間に実子が生まれなかったことから、弟夫婦の子を養子にもらえないか掛け合っていた。養女になった後も、大平家の籍には入らず長田姓のままだったが、これは成人してからミホ本人に選ばせようという養父・文一郎の意向であった（結局島尾敏雄と結婚するまで長田姓であった）。ミホによれば大平家は南山王に繋がる血筋であり、ミホの伝記（梯 2016）を書いた梯久美子の調査によれば、大平家は喜志統親方の末裔で、押角地区の与人とノロを兼ねた有力者であった。実際大平夫妻は、押角地区で「ウンジュ」「アシェ」（母の意味）と呼ばれて特別に慕われていたという。巫女として育てられたという評論が長く浸透していたが、梯はミホが幼児洗礼を受けたクリスチャンであることから、作品のイメージのためだと指摘している。
ミホは1932年（昭和7年）に押角尋常小学校（後の瀬戸内町立押角小学校）を卒業後、日出高等女学校（現：目黒日本大学高等学校）に進学した。この際、実母の死後東京に出ていた実父・實之を頼り、實之が経営していた万世橋の大衆料理店の2階で兄と共に暮らした。郷里の養父・文一郎や、一時期ミホを育てていた叔母（実母の妹）から多額の仕送りがあったが、それらは實之が管理しており、毎月ぎりぎりの額を實之が住む神田まで取りに行く生活だったという。また、東京では長田姓を名乗っていた。高等女学校5年次からは、兄の入隊と父の奄美帰りが重なり、親戚宅に移って生活した。1937年（昭和12年）に日出高等女学校を卒業後は、植物学者の北島君三の元で働き始め、同時に馬術や自動車の運転などを習うようになった。翌1938年には、婚約者だった従兄を頼って、兄と共に朝鮮半島へ渡っている。その後、従兄の召集に伴い婚約は破談となり、ミホ自身も肺炎を患ったことがきっかけで、東京を引き上げて加計呂麻島に帰る選択をする（1938年）。

### 島尾敏雄との出会い
加計呂麻島に帰ってきたミホは、青年団の活動に参加するなどの例外を除けば、ほとんど何もせずに家で過ごしていたという。その後徴用逃れで半年ほど押角郵便局に勤め、1944年（昭和19年）11月に押角国民学校の代用教員となった。この直前の1944年7月には、養母・吉鶴が貝採り中に磯で亡くなっていた。

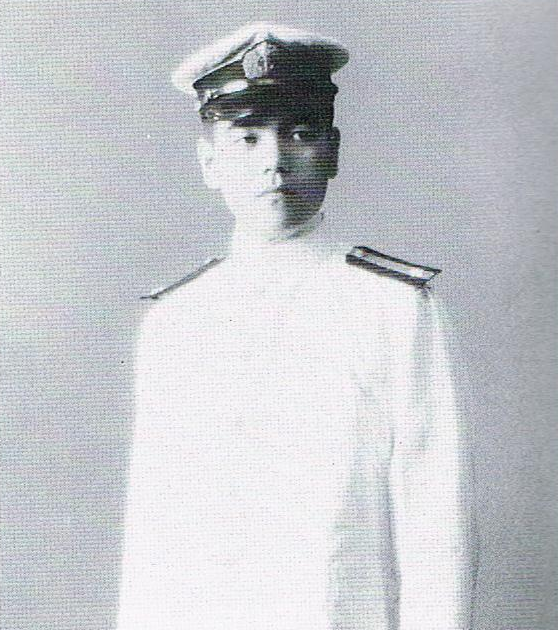
1944年頃の島尾敏雄

加計呂麻には日本の「海軍特別攻撃隊」（特攻隊）の基地があり、ここへ大日本帝国海軍の震洋特攻隊長として1944年（昭和19年）11月に赴任してきたのが島尾敏雄であった。ふたりが初めて出会ったのは、ミホによれば1944年12月のことであった。その後、九州帝国大学文科を卒業していた敏雄が、大平家の蔵書を度々借りに来たことで交流が始まった。敏雄が赴任した頃には太平洋戦争は既に末期であり、赴任翌年の1945年には沖縄戦が激化して集団自決も起き始めていた。日本の敗色も濃かったが、戦時下の本土決戦を目前にして軍人はどこでも大切に扱われる時代でもあった。特攻隊である敏雄の隊が応戦することは無かったが、押角・呑之浦は空襲被害が少なかったこともあり、これらの集落では、敏雄をはじめとした島尾隊に守られているといった考えが広まっていた。敏雄は「隊長さま」と慕われ、部隊の施設があった場所は、戦後でも「シマオタイチョウ」と呼ばれるほどだったという。ミホは後々まで、白い海軍の正装姿の若き日の敏雄・「隊長さま」の写真を、大切に自室に掲げた。「トシオはただの人。でも、『隊長さま』は、神さまでした」とミホは述懐している（小栗康平談『御跡慕いて』 新潮2006年9月号参考）。
ミホと敏雄は文通や部隊近くの浜辺での逢い引きを重ねるようになり、戦況が悪化して集落の人々が夜を疎開小屋で明かすようになってからは、文一郎をその小屋へ送り、大平家で夜を過ごすこともあった。また、終戦間近には昼間から文一郎を小屋へ送ることもあったという。敏雄に出撃命令が出た後、ミホは集落の集団自決には加わらず、浜で敏雄の出撃を見送ってから短剣で自決しようと考えていたが、結局出撃は行われないまま終戦を迎えた。この時ミホが敏雄に宛てて出した手紙が以下の通りである。

### 結婚
敏雄は復員前の8月30日に文一郎へ結婚の申込みをし、手はずを整えるため実家のある神戸に向かった。ミホは11月下旬になってから闇船で奄美を出て、約1か月をかけて鹿児島に向かった。敏雄と再会したのは翌1946年の1月になってからで、この間に実父・實之が亡くなっている（1946年1月）。ミホと敏雄は、それぞれ26歳・28歳だった1946年（昭和21年）3月10日に神戸で結婚し、当初は敏雄の実家で生活した。1948年（昭和23年）7月には長男・伸三（写真家）、1950年（昭和25年）4月には長女・マヤが生まれた。マヤが生まれる直前の1950年2月には、養父・文一郎が加計呂麻で死去した。1949年頃には、ミホが久坂葉子と敏雄との関係を疑い、夫婦仲が険悪になっていた時期もあった。

### 『死の棘』の妻として
1952年9月、島尾家は上京し、江戸川区小岩町に家を構える。同時期に敏雄は旗揚げ直後の文学サークル「現代の会」に加わり、ここで『死の棘』に登場する「あいつ」に相当する女性（ここではXと称する）と知り合った。ミホは家計を支えるため、造花作りの内職をしたり、敏雄の師だった若杉慧の妻が営むバーで働いたこともあった。
1954年9月29日、ミホは敏雄の日記にあったXに関する17文字の記述を読んで錯乱し、敏雄を責め続けるようになる。ミホは翌1955年の1月から3月にかけて慶應義塾大学病院に入院したがほとんど効果は無く、ミホがXからの脅迫文を恐れたことから、島尾家はこの年の4月に千葉県佐倉市へ転居する。当初は精神分裂病（現：統合失調症）が疑われたが、結局心因性反応という診断が付いての慶應病院入院となった。この頃の島尾家は、ミホがXのことで敏雄を責め、敏雄の側も狂言自殺を図る有様であった。佐倉に引っ越した数日後には、Xが文学仲間からの見舞金を集めて島尾家を訪れ、ミホとの乱闘騒ぎになる。Xとの乱闘騒ぎがあった後、ミホは市川市国府台にあった国立国府台病院（現：国立国際医療研究センター国府台病院）を受診し、1955年6月から10月にかけて、敏雄と共に4か月半ほど入院する。退院後は、入院中に奄美へ預けた子どもたちを追う形で、奄美大島の名瀬市（現：奄美市）へ移住した。なお、国府台病院入院直前までの騒ぎを敏雄が私小説に仕立てたのが、彼の代表作でもある『死の棘』である。

### 奄美移住から後
名瀬への移住後、1956年12月に、敏雄は伸三・マヤと揃って洗礼を受けた。直後の1957年1月に夫妻は加計呂麻島を訪れ、この年ミホは初の小説『妻よ再びわれに』を執筆している（未投稿となった）。移住後には、小学校3、4年生までは元気だったマヤが足の麻痺と失語症（発話障害）を発症し、あちこちの病院を受診させている。1959年には『婦人公論』に手記『錯乱の魂から蘇って』を寄せ、実質的な文壇デビューとなる。
ミホは1969年から1973年にかけて、同人誌『カンナ』に短編を投稿し、これに書き下ろし3作を加えて出版されたのが、『海辺の生と死』（1974年）であった。この作品でミホは第3回南日本文学賞（1974年度）、第15回田村俊子賞（1975年度）を受賞した。ふたりの子どもは九州へ進学し、1975年、島尾夫妻は指宿市へと転居する。2年後には、マヤを伴って神奈川県茅ヶ崎市へと移った（1983年まで在住）。1980年に敏雄が日本芸術院賞を受賞した際には、気乗りしなかった夫に代わって授賞式に代理出席した。1983年には、マヤと共に家族3人で加治木町（現：姶良市）へ移り、同年の内に鹿児島市吉野町へ、更には翌年末に同市内宇宿町へと転居を繰り返した。同じ頃、『海』に長編小説『海嘯』を連載していたが、1984年の雑誌休刊後、未完のまま放置されることになった（結局そのまま2015年に刊行）。敏雄は1986年（昭和61年）11月12日に、出血性脳梗塞のため鹿児島市立病院で死去したが、ミホはこの後喪服で通したという。

### 敏雄の死後、晩年

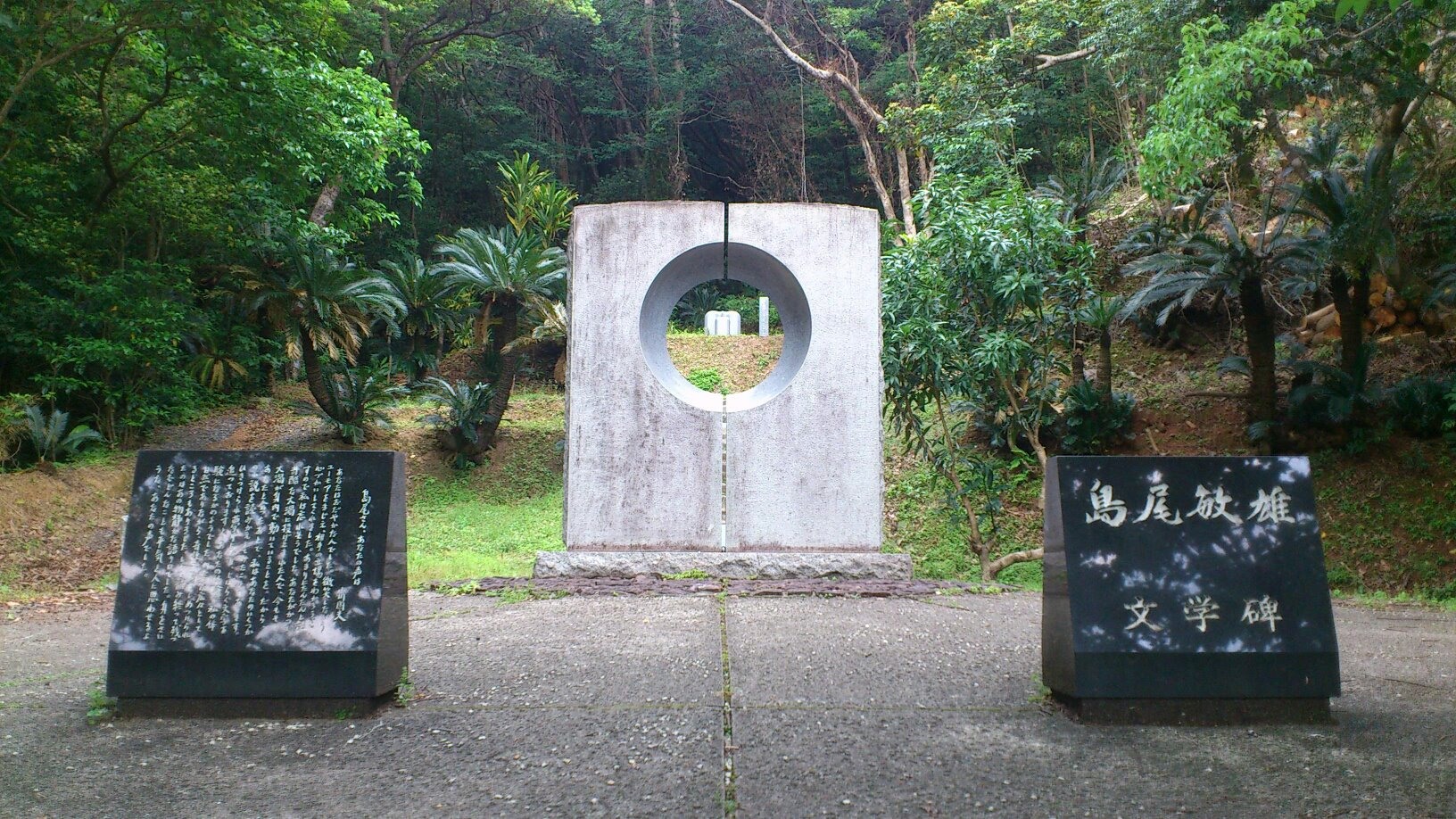
1987年に設置された島尾敏雄文学記念碑（瀬戸内町）

1987年8月、ミホは連載をまとめて中央公論新社から短編集『祭り裏』を出版する。その後は敏雄の死後発刊された書籍や研究所に解説を寄せたり、『「死の棘」日記』として敏雄の日記の編集・公開にも協力した（1999年と2002年に連載後、2005年に書籍化）。梯久美子は、『「死の棘」日記』で、ミホの言説やXに関する記述が度々削除・編集されていることを指摘し、「絶対的な夫婦愛は、ミホが作り上げようとした神話だった」と述べている。ミホはこれに並行して、「『死の棘』の妻の場合」と題した文章を執筆しているが、これは結局未完・未発表となった。生前の発表は、敏雄の死後3年で書いた『震洋搭乗』がまずあり、敏雄との結婚のために闇船を探した体験を基にした『新潮』平成18年9月号の「御跡慕いて－嵐の海へ」が最後となった。
敏雄による私小説『死の棘』は、1990年に小栗康平監督、松坂慶子・岸部一徳主演で映画化され、カンヌ国際映画祭でグランプリを受賞するなど高い評価を得た。1992年にはマヤを呼び寄せて奄美大島・名瀬へ再移住した。毎年8月13日になると、戦時中に敏雄の出撃を見送るため夜を明かした呑之浦を訪れたという。
1999年、ミホは娘マヤと共に、アレクサンドル・ソクーロフ監督の映画『ドルチェ 優しく』に主演した。この作品は第57回ヴェネツィア国際映画祭の招待作品となった。この作品にも出演したマヤは、2002年8月3日に52歳で亡くなった。
2007年3月25日、脳内出血のため奄美市の自宅で死去。独居のため、孫のしまおまほ（文筆家・漫画家）によって発見されたのは3月27日午前10時頃であった。享年89（満87歳没）。墓はミホの希望により、島尾敏雄文学記念碑の奥にあり、分骨された敏雄の遺骨のほか、マヤと共に納められている。

### 没後
ミホの没後、幻戯書房から未完の小説『海嘯』（2015年）とエッセイ集『愛の棘』（2016年）が発売された。『海嘯』の解説は孫・しまおまほが担当した。敏雄の鹿児島県立図書館奄美分館長時代に島尾家が暮らした宿舎は、島尾夫妻の資料館として不定期開館している。
2016年には梯久美子による伝記『狂うひと 「死の棘」の妻・島尾ミホ』（新潮社）が刊行され（梯 2016）、第67回芸術選奨文部科学大臣賞評論等部門、第39回講談社ノンフィクション賞、第68回読売文学賞評論・伝記賞を受賞した。2017年には、ミホの同名小説を原案に、越川道夫監督の『海辺の生と死』が制作され、満島ひかりがミホに相当するトエ役を演じた。

## 著書

### 単著
- 『海辺の生と死』
  - 『海辺の生と死』創樹社、1974年。 NCID BN0260618X。全国書誌番号:74000568。
  - 『海辺の生と死』中央公論社〈中公文庫〉、1987年3月。ISBN 4122014034。 NCID BN08912939。全国書誌番号:87026436。
  - 改版 - 『海辺の生と死』中央公論新社〈中公文庫〉、2013年7月。ISBN 978-4-12-205816-3。 NCID BB13218450。OCLC 856949770。全国書誌番号:22292810。
- 『祭り裏』中央公論社、1987年8月。ISBN 412001603X。 NCID BN02778210。OCLC 674640225。全国書誌番号:87056281。
  - 改訂版-『祭り裏』幻戯書房、2019年4月。ISBN 978-4-86488-169-2。
- 『海嘯』幻戯書房〈銀河叢書〉、2015年8月。ISBN 978-4-86488-076-3。 NCID BB19686713。OCLC 914461147。全国書誌番号:22601961。
- 『愛の棘－島尾ミホエッセイ集』幻戯書房、2016年7月。ISBN 978-4-86488-102-9。 NCID BB22078636。OCLC 953712299。全国書誌番号:22750255。

### 共編著
- 島尾敏雄、田畑英勝共著『日本の伝説 23 奄美の伝説』角川書店、1977年10月。 NCID BN02827065。OCLC 31983856。全国書誌番号:77018706。
- 『島尾敏雄』宮本企画〈かたりべ叢書 25〉、1989年4月。OCLC 835451161。
- 馬渡憲三郎、安田孝、島尾伸三、志村有弘ほか共著『島尾敏雄 2』宮本企画〈かたりべ叢書 30〉、1990年4月。 NCID BN06090056。OCLC 47588401。全国書誌番号:93022123。
- 志村有弘共編 編『島尾敏雄事典』勉誠出版、2000年7月。ISBN 4585060146。 NCID BA47109073。OCLC 675484787。全国書誌番号:20122463。
- アレクサンドル・ソクーロフ、吉増剛造共著『ドルチェ-優しく 映像と言語、新たな出会い』岩波書店、2001年5月。ISBN 4000241192。 NCID BA51826442。OCLC 54609080。全国書誌番号:20183982。
- 石牟礼道子共著『ヤポネシアの海辺から 対談』弦書房、2003年5月。ISBN 4902116006。 NCID BA62291405。OCLC 54643169。全国書誌番号:20417265。新装版2023年
- 『島尾敏雄・ミホ愛の往復書簡』中央公論新社〈中公選書〉、2017年3月。ISBN 978-4-12-110027-6。 NCID BB23406887。OCLC 979311189。全国書誌番号:22876419。

### 伝記
- 鳥居真知子『我々は何処へ行くのか : 福永武彦・島尾ミホ作品論集』和泉書院〈近代文学研究叢刊 37〉、2007年12月。ISBN 978-4-7576-0436-0。 NCID BA84317014。OCLC 675793526。全国書誌番号:21372195。
- 島尾伸三、志村有弘 編『検証 島尾敏雄の世界』勉誠出版、2010年5月。ISBN 978-4-585-29003-2。 NCID BB02141616。OCLC 635380958。全国書誌番号:21780460。
- 比嘉加津夫『島尾敏雄』言視舎〈言視舎評伝選〉、2016年6月。ISBN 978-4-86565-055-6。 NCID BB21780587。OCLC 956518247。全国書誌番号:22766794。
- 梯久美子『狂うひと 「死の棘」の妻・島尾ミホ』新潮社、2016年（梯 2016）
  - 新版 - 『狂うひと 「死の棘」の妻・島尾ミホ』新潮文庫、2019年8月。ISBN 978-410-1352824
- 吉増剛造 ほか 編『島尾敏雄・ミホ 共立する文学 敏雄生誕100年・ミホ没後10年記念総特集』河出書房新社、2017年7月。ISBN 978-4-309-02592-6。 NCID BB24227522。OCLC 995844198。全国書誌番号:22937844。